# کامنتس (ناحیه)
کامنتس (به آلمانی: Landkreis Kamenz) یک ناحیه در آلمان است که در زاکسن واقع شده‌است. کامنتس  ۱۵۴٬۹۵۴ نفر جمعیت دارد.